# Ben and Kate
Ben and Kate ist eine US-amerikanische Sitcom, die von Dana Fox entwickelt wurde. Im Mittelpunkt steht die alleinerziehende Mutter Kate, deren Bruder Ben bei ihr einzieht, um ihr bei der Erziehung ihrer Tochter zu helfen. Die Serie wurde vom 25. September 2012 bis zum 22. Januar 2013 auf dem Sender Fox ausgestrahlt. Die deutsche Erstausstrahlung fand am 25. November 2015 auf Sat.1 Emotions statt.

## Handlung
Kate Fox ist eine junge Frau, die Managerin einer Bar ist und sich alleine um ihre sechsjährige Tochter Maddie kümmert. Nachdem ihr älterer Bruder Ben sie in Los Angeles besucht, bemerkt er, dass sie Hilfe benötigt und zieht er kurzerhand bei ihr ein. Kate sieht in dieser Situation die Möglichkeit, ihren Bruder aus seiner Traumwelt heraus in die Realität zurückzuholen.

## Besetzung
| Rollenname                    | Schauspieler           | Hauptrolle | Nebenrolle             |
| ----------------------------- | ---------------------- | ---------- | ---------------------- |
| Kate Fox                      | Dakota Johnson         | 1.01–1.16  |                        |
| Ben Fox                       | Nat Faxon              | 1.01–1.16  |                        |
| Beatrice Joan „B.J.“ Harrison | Lucy Punch             | 1.01–1.16  |                        |
| Maddie Fox                    | Maggie Elizabeth Jones | 1.01–1.16  |                        |
| Tommy                         | Echo Kellum            | 1.01–1.16  |                        |
| Will                          | Geoff Stults           |            | 1.07–1.10, 1.13        |
| Buddy                         | Rob Corddry            |            | 1.05, 1.11, 1.16       |
| Lila                          | Brittany Snow          |            | 1.10, 1.12, 1.14, 1.16 |

## Produktion und Ausstrahlung
Im Oktober 2012 sicherte sich Fox die Rechte an dem Projekt Ben Fox is My Manny von der Drehbuchautorin Dana Fox. Zunächst wurde der Titel in Ned Fox is My Manny geändert, dann in The Kids. Letztendlich bestellte Fox im Januar 2012 eine Pilotfolge zur Serie, welche den Namen Ben and Kate bekam. Im Mai bestellte Fox 13 Folgen der Serie. Als Showrunner der Serie wurden Garrett Donovan und Neil Goldman verpflichtet. Im Oktober 2012 bestellte Fox sechs weitere Episoden der Serie.
Anfang Februar 2012 wurde Maggie Elizabeth Jones für eine Rolle in der Serie gecastet. Mitte Februar stieß Echo Kellum zum Cast der Serie. Zunächst war im selben Monat Abby Elliott für die weibliche Hauptrolle verpflichtet worden, diese verließ das Projekt jedoch im März wieder, da sie der Meinung war, zu jung für die Rolle zu sein. Bereits kurz nach dem Ausstieg von Elliott aus der Serie wurde sie durch Dakota Johnson ersetzt. Ende Februar war bereits die männliche zentrale Hauptrolle mit Nat Faxon besetzt worden.
Die Serie feierte am 25. September 2012 auf Fox Premiere. Am 23. Januar 2013 nahm Fox die Serie auf Grund der schlechten Einschaltquoten aus seinem Programm. Am 25. Januar 2013 stellte Fox offiziell die Produktion der Serie ein. Zu diesem Zeitpunkt waren 16 der 19 bestellten Episoden abgedreht. Die letzten drei fertigen Episoden der Serie wurden bisher nicht in den Vereinigten Staaten ausgestrahlt, jedoch im Vereinigten Königreich auf dem Sender ITV2. Im Oktober 2013 veröffentlichte Fox die Folgen zudem auf ITunes und Amazon.com.
Deutschland
Ursprünglich war angekündigt, dass die Serie ab 11. Juli 2014 im Bezahlfernsehen bei Sat.1 emotions ausgestrahlt werden sollte, letzten Endes wurde die Serie jedoch erst ab dem 15. November 2015 im Nachmittagsprogramm des Senders ausgestrahlt.

## Episodenliste
| Nr. | Deutscher Titel         | Originaltitel         | Erstausstrahlung USA/UK | Deutschsprachige Erstausstrahlung (D) | Regie                | Drehbuch                        | Quoten (USA) |
| --- | ----------------------- | --------------------- | ----------------------- | ------------------------------------- | -------------------- | ------------------------------- | ------------ |
| 1   | Unterm Tisch            | Pilot                 | 25. Sept. 2012          | —                                     | Jake Kasdan          | Dana Fox                        | 4,21 Mio.    |
| 2   | Eine gute Adresse       | Bad Cop/Bad Cop       | 2. Okt. 2012            | —                                     | Jake Kasdan          | Dana Fox                        | 3,32 Mio.    |
| 3   | Fuchsjagd               | The Fox Hunt          | 9. Okt. 2012            | —                                     | Gail Mancuso         | John Quaintance                 | 3,23 Mio.    |
| 4   | Nochmal 21!             | 21st Birthday         | 16. Okt. 2012           | —                                     | David Katzenberg     | David Feeney                    | 2,70 Mio.    |
| 5   | Zombie-Alarm            | Emergency Kit         | 23. Okt. 2012           | —                                     | Peter Sollett        | Dana Fox                        | 2,99 Mio.    |
| 6   | Reingelegt              | Scaredy Kate          | 30. Okt. 2012           | —                                     | Fred Goss            | Matt Fusfeld & Alex Cuthbertson | 3,01 Mio.    |
| 7   | Chateau Veronique       | Career Day            | 13. Nov. 2012           | —                                     | Jay Chandrasekhar    | Lorene Scafaria                 | 2,39 Mio.    |
| 8   | Das perfekte Verbrechen | Reunion               | 20. Nov. 2012           | —                                     | Daisy Mayer          | Lindsey Shockley                | 2,35 Mio.    |
| 9   | Das Sexgesicht          | Guitar Face           | 27. Nov. 2012           | —                                     | Matt Sohn            | David Feeney & John Quaintance  | 2,82 Mio.    |
| 10  | Irrsinn und Fledermäuse | The Trip              | 4. Dez. 2012            | —                                     | Lynn Shelton         | Gail Lerner                     | 2,60 Mio.    |
| 11  | Das B-Team              | B-Squad               | 8. Jan. 2013            | —                                     | Rob Schrab           | Laura Valdivia                  | 2,36 Mio.    |
| 12  | Ein Jahrzehnt verliebt  | Girl Problems         | 15. Jan. 2013           | —                                     | David Katzenberg     | Matt Fusfeld & Alex Cuthbertson | 2,20 Mio.    |
| 13  | Pizza in der Garage     | Bake-Off              | 22. Jan. 2013           | —                                     | Fred Goss            | Sam Sklaver                     | 2,53 Mio.    |
| 14  | Rocky und Apollo        | Gone Fishin           | 11. Mär. 2013 (ITV2)    | —                                     | David Katzenberg     | John Quaintance                 | —            |
| 15  | Vater und Töchter       | Father-Daughter Dance | 18. Mär. 2013 (ITV2)    | —                                     | Michael Patrick Jann | David Feeney                    | —            |
| 16  | Moral über Bord         | Ethics 101            | 18. Mär. 2013 (ITV2)    | —                                     | Jay Chandrasekhar    | Lindsey Shockley                | —            |

## Rezeption
Die Serie wurde bei Metacritic mit einem Metascore von 67/100 basierend auf 29 Rezensionen bewertet.